# ساليف سيسيه (لاعب كرة قدم)
ساليف سيسيه (بالفرنسية: Salif Cissé)‏ هو لاعب كرة قدم فرنسي، ولد في 12 يوليو 1992.